# Cercyon versicolor
Cercyon versicolor är en skalbaggsart som beskrevs av Ales Smetana 1978. Cercyon versicolor ingår i släktet Cercyon och familjen palpbaggar. Inga underarter finns listade i Catalogue of Life.